# سوکره (سانتاندر)
سوکره (انگلیسی: Sucre, Santander) یک منطقه مسکونی در کشور کلمبیا است.